# Деніс Гоуф
Деніс Матьє Гоуф (фр. Denis Mathieu Houf, 16 лютого 1932, Флерон — 7 грудня 2012, Льєж) — бельгійський футболіст, що грав на позиції нападника, зокрема, за клуб «Стандард» (Льєж), а також національну збірну Бельгії.
Триразовий чемпіон Бельгії. Володар Кубка Бельгії. 

## Клубна кар'єра
У футболі дебютував 1948 року виступами за команду «Стандард» (Льєж), в якій провів шістнадцять сезонів, взявши участь у 352 матчах чемпіонату.  Більшість часу, проведеного у складі «Стандарда», був основним гравцем атакувальної ланки команди. За цей час тричі виборював титул чемпіона Бельгії.
Завершив професійну ігрову кар'єру у клубі «Льєж», за команду якого виступав протягом 1964—1968 років.

## Виступи за збірну
1954 року дебютував в офіційних матчах у складі національної збірної Бельгії. Протягом кар'єри у національній команді провів у її формі 26 матчів, забивши 5 голів.
У складі збірної був учасником чемпіонату світу 1954 року у Швейцарії, де зіграв з Англією (4-4).
Помер 7 грудня 2012 року на 81-му році життя у місті Льєж.

## Титули і досягнення
- Чемпіон Бельгії (3):

«Стандард» (Льєж): 1957-1958, 1960-1961, 1962-1963
- Володар Кубка Бельгії (1):

«Стандард» (Льєж): 1953—1954